# Lluís Coll
Lluís Coll Hortal (3 août 1937 – 7 janvier 2008) est un ancien footballeur espagnol qui évoluait au poste d'ailier.

## Biographie
Luís Coll se forme au Girona FC. Il arrive au FC Barcelone en 1956 et réalise de bonnes performances au poste d'ailier sous les ordres de l'entraîneur Helenio Herrera. Coll ne fut jamais titulaire indiscutable en raison de la présence de joueurs de haut niveau tels que Laszlo Kubala, Zoltan Czibor, Sándor Kocsis, Evaristo de Macedo, Eulogio Martínez ou encore Luis Suárez. Il est prêté au CD Condal lors de la saison 1957-1958.
Avec Barcelone, Lluís Coll remporte deux championnats d'Espagne (1958-1959 et 1959-1960), deux Coupes des villes de foire (1958 et 1960) et deux Coupes d'Espagne (1957 et 1959). En mai 1960, il marque un but en finale de la Coupe des villes de foires 1958-1960 face à Birmingham City FC. Avec Barcelone, Coll joue 49 matchs et marque 15 buts. Coll défend ensuite les couleurs du Valence CF (1961-1963) avec qui il remporte deux autres Coupes des villes de foire. Par la suite, il joue aussi avec Grenade CF (1963-1964). Il met un terme à sa carrière de joueur avec l'UE Olot en troisième division. Il devient entraîneur. Il entraîne l'UE Figueres entre 1973 et 1975.

## Palmarès
Avec le FC Barcelone :
- Champion d'Espagne en 1959 et 1960
- Vainqueur de la Coupe d'Espagne en 1957 et 1959
- Vainqueur de la Coupe des villes de foires en 1958 et 1960

Avec le Valence CF :
- Vainqueur de la Coupe des villes de foires en 1962 et 1963